# العلاقات البريطانية التشيلية
العلاقات البريطانية التشيلية هي العلاقات الثنائية التي تجمع بين المملكة المتحدة وتشيلي.

## مقارنة بين البلدين
هذه مقارنة عامة ومرجعية للدولتين:
| وجه المقارنة                                              | المملكة المتحدة                 | تشيلي                         |
| --------------------------------------------------------- | ------------------------------- | ----------------------------- |
| المساحة (كم2)                                             | 242.50 ألف                      | 756.10 ألف                    |
| عدد السكان (نسمة)                                         | 66.02 مليون                     | 17.37 مليون                   |
| الكثافة السكانية (ن./كم²)                                 | 272.25                          | 22.97                         |
| العاصمة                                                   | لندن                            | سانتياغو                      |
| اللغة الرسمية                                             | لغة إنجليزية، اللغة الويلزية    | اللغة الإسبانية               |
| العملة                                                    | جنيه إسترليني                   | بيزو تشيلي، وحدة حساب تشيلية ‏ |
| الناتج المحلي الإجمالي (بليون دولار)                      | 2.62 تريليون                    | 277.08 مليار                  |
| الناتج المحلي الإجمالي (تعادل القوة الشرائية) بليون دولار | 2.72 تريليون                    | 419.39 مليار                  |
| الناتج المحلي الإجمالي الاسمي للفرد دولار أمريكي          | 43.88 ألف                       | 13.42 ألف                     |
| الناتج المحلي الإجمالي للفرد دولار أمريكي                 | 40.23 ألف                       | 22.07 ألف                     |
| مؤشر التنمية البشرية                                      | 0.907                           | 0.832                         |
| رمز المكالمات الدولي                                      | +44                             | +56                           |
| رمز الإنترنت                                              | .uk، .gb                        | .cl                           |
| المنطقة الزمنية                                           | توقيت غرينيتش، توقيت غرب أوروبا | 00، 00، 00، 00                |

## منظمات دولية مشتركة
يشترك البلدان في عضوية مجموعة من المنظمات الدولية، منها:
| علم المنظمة | اسم المنظمة                               | تاريخ انضمام المملكة المتحدة | تاريخ انضمام تشيلي |
| ----------- | ----------------------------------------- | ---------------------------- | ------------------ |
|             | مؤسسة التنمية الدولية                     | 24 سبتمبر 1960               | 30 ديسمبر 1960     |
|             | يونسكو                                    | 4 نوفمبر 1946                | 7 يوليو 1953       |
|             | وكالة ضمان الاستثمار متعدد الأطراف        | 12 أبريل 1988                | 12 أبريل 1988      |
|             | منظمة التعاون الاقتصادي والتنمية          | 2 مايو 1961                  | ?                  |
|             | الأمم المتحدة                             | 24 أكتوبر 1945               | 24 أكتوبر 1945     |
|             | الفريق المعني برصد الأرض                  | ?                            | ?                  |
|             | الاتحاد البريدي العالمي                   | ?                            | ?                  |
|             | البنك الدولي للإنشاء والتعمير             | 27 ديسمبر 1945               | 31 ديسمبر 1945     |
|             | المنظمة الهيدروغرافية الدولية             | ?                            | ?                  |
|             | الاتحاد الدولي للاتصالات                  | 24 فبراير 1871               | 1908               |
|             | منظمة حظر الأسلحة الكيميائية              | ?                            | ?                  |
|             | مؤسسة التمويل الدولية                     | 20 يوليو 1956                | 15 أبريل 1957      |
|             | المركز الدولي لتسوية المنازعات الاستشارية | 18 يناير 1967                | 24 أكتوبر 1991     |
|             | منظمة التجارة العالمية                    | 1995                         | ?                  |
|             | منظمة الشرطة الجنائية الدولية             | ?                            | ?                  |

## أعلام
هذه قائمة لبعض الشخصيات التي تربطها علاقات بالبلدين:
- آدم بوكستون (7 يونيو 1969 –)
- ألفرد جاكسون (لاعب كركيت تشيلي، 28 فبراير 1904 – 23 يوليو 1982)
- شارلوت لويس (7 أغسطس 1967[23] –)
- يان س. جونستون (27 سبتمبر 1938 –)

## وصلات خارجية
- موقع وزارة الخارجية البريطانية
- موقع وزارة الخارجية التشيلية